# Orde van Mehdauia
In het Spaanse protectoraat (1926 - 1956) dat Noord-Marokko besloeg werd een lid van de Dynastie der Alouite als Kalief van Tétouan geïnstalleerd. Prins Mulay Hassan Bin Mahdi (1912-1984)heeft op 18 augustus 1926 een ridderorde met zes graden, de Orde van Mehdauia (Frans: "Ordre de Mehdauia") gesticht.
De orde heeft de vorm van de ster van de Alaouite. Het huis der Alaouite, afstammelingen van de profeet Mohammed, regeert sinds 1664 over Marokko.
Het kleinood is een traditioneel Marokkaans vormgegeven gouden ster met geëmailleerde armen met gouden en blauwe biezen. De vijfpuntige, door grootkruisen en grootofficieren op de borst gedragen, ster is van zilver. Het smeedwerk is vergeleken met de Europese fabrieksmatig vervaardigde eretekens vrij grof uitgevoerd in de traditionele technieken van de edelsmeden in de Marokkaanse Kashba.
In het medaillon op de voorzijde staat een opgaande zon boven een groene vlakte, in de Arabische wereld een verwijzing naar het paradijs, afgebeeld.
Op de keerzijde is een gouden Arabische tekst in het witte medaillon geplaatst.